# Callistemon forresterae
Callistemon forresterae är en myrtenväxtart som beskrevs av Molyneux. Callistemon forresterae ingår i släktet lampborstar, och familjen myrtenväxter. Inga underarter finns listade i Catalogue of Life.